# Strijkkwartet nr. 3 (Dvořák)
Het Strijkkwartet nr. 3 in D groot is een compositie van de Tsjechische componist Antonin Dvořák. Hij schreef het werk vermoedelijk rond 1869.

## Ontstaan
Net als bij het tweede strijkkwartet gaat het hier om een reconstructie op basis van solopartijen: het origineel is door Dvořák vernietigd. Het kwartet bevat toespelingen op Wagner maar verwijst ook naar de actualiteit: de onrust samenhangend met de in die tijd actieve Tsjechische vrijheidsbeweging. De omvang is reusachtig: 70 minuten, waarmee Dvořáks derde strijkkwartet een van de langste strijkkwartet ooit geschreven is. Vergeleken met het tweede strijkkwartet bevat het derde meer structuur en contrast.

## Delen
1. Allegro con brio: Sonatevorm.
2. Andantino: Een "unendliche melodie" in hoge positie. En ook reminiscenties aan Lohengrin.
3. Allegro energico: Dit deel is te beschouwen als een politiek statement. Het bevat de melodie (thans die van het Poolse volkslied)van een Slavisch strijdlied, namelijk "Hej, Slované". Dit strijdlied, een muzikaal manifest van de Slavische volksbeweging, was destijds in de openbare ruimte verboden maar werd juist in 1868-1869 op politieke bijeenkomsten gezongen. Dvořák heeft er accenten aan toegevoegd die de tekst benadrukken. Het frequent voorkomende mazurka-ritme lijkt een toespeling op de verwante Poolse vrijheidsstrijd.
4. Finale: Allegretto.

## Betekenis
In de aan prof. Bennevitz nagelaten partijen zijn sporen van een repetitie terug te vinden maar het werk lijkt nooit publiekelijk te zijn uitgevoerd. Het kwartet werd pas in 1964 uitgegeven. Het komt voor in de doos cd's van het Stamitz Quartet en in die van het Prager Streichquartett. Een openbare uitvoering is ook bij de uitgever niet bekend.
Het karakteristieke van de latere Dvořák vindt men in dit, voor velen nogal langdradige, werk niet.
- Bibliothèque nationale de France: cb15735161c (data)
- Gemeinsame Normdatei: 300047711
- Library of Congress Control Number: nr96030814
- MusicBrainz work: f47ad6e3-72f2-4fdc-84cd-a4edaf16d7eb
- Nationale bibliotheek van Australië: 35911322
- Virtual International Authority File: 175719050

nr. 1 A · nr. 2 B · nr. 3 D · nr. 4 e · nr. 5 f · nr. 6 a · nr. 7 a · nr. 8 E · nr. 9 d · nr. 10 Es · nr. 11 C · nr. 12 F (Amerikaans) · nr. 13 G · nr. 14 As · Cipressen